# グルエーズ (ローヌ県)
グルエーズ（Gleizé）は、フランス、オーヴェルニュ＝ローヌ＝アルプ地域圏、ローヌ県のコミューン。

## 地理
ローヌ県北部にあり、ソーヌ川から2kmの所にある。

## 名所・旧跡・モニュメント
- サンフォンの城。

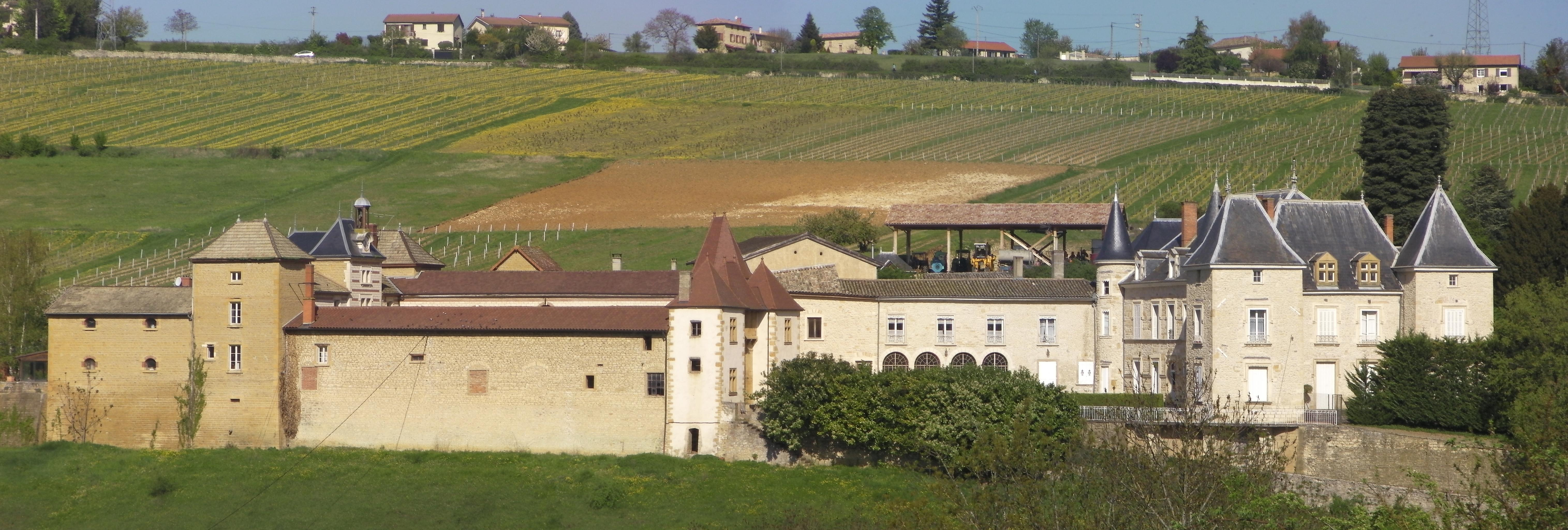
サンフォンの城

## 町出身の有名人
ルディ・モラード。